# Comitè Consultiu Internacional Telegràfic i Telefònic
CCITT és l'acrònim de Comitè Consultiu Internacional Telegràfic i Telefònic - Consultative Committee for International Telegraphy and Telephony (anglès) - Comité Consultatif International Telegraphique et Telephonique (francès), antic nom del comité de normalizació de les telecomunicacions dins de la UIT ara conegut com a UIT-T.